# Scaphiophryne madagascariensis
Scaphiophryne madagascariensis är en groddjursart som först beskrevs av George Albert Boulenger 1882.  Scaphiophryne madagascariensis ingår i släktet Scaphiophryne och familjen Microhylidae. IUCN kategoriserar arten globalt som nära hotad. Inga underarter finns listade i Catalogue of Life.